# Моргана

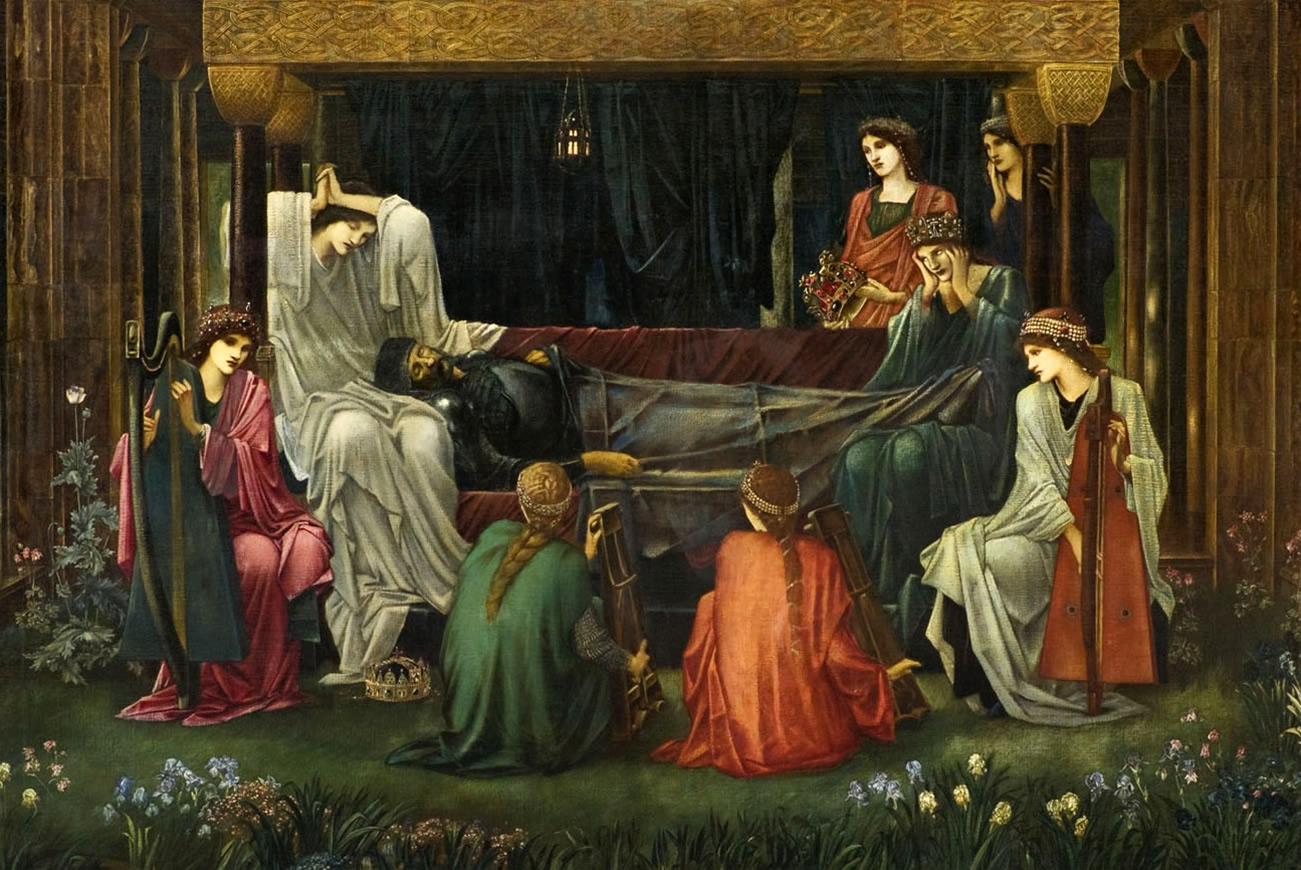
«Смерть Артура», Е.Берн-Джонс. Одна з дів — фея Морґана

Моргана (Фея Моргана) — напівміфічна чарівниця, персонажка англійських легенд артурівського циклу, головний дар якої — цілительство. На її честь названо оптичне явище фата-моргана та астероїд 3180 Морган.
Образ феї Моргани часто поєднують з образом сестри — Моргаузи, яка чарівницею ніколи не була, але народила в інцесті від брата Артура його майбутнього губителя Мордреда.

## У літературі
У ранніх творах Морґана виведена просто як чарівниця, лікарка Артура (Джеффрі Монмутський, Кретьєн де Труа). У пізній середньовічній літературі її роль розширюється, і вона стає кровною родичкою Артура: у Томаса Мелорі в його «Смерті Артура» Моргана — вже його старша єдиноутробна сестра.
У конфлікті, що виник після виявлення зради Гвіневри, Моргана виступає на стороні Мордреда проти Артура.

Згадується як одна з чарівниць, які відносять Артура на Авалон після його програшу в битві і смертельного поранення.

### Варіанти імені
Morgan Le Fay, Morgan La Fay, Morganna, Morgaine, Modron, Fata Morgana.

### Сім'я
- Батьки (за Мелорі):
  - Батько — Горлуа, герцог Корнуельський
  - Мати — Іґрейна, дружина герцога Горлуа (у майбутньому — дружина Утера Пендрагона)
- Брати і сестри:
  - Елейн, мати одного з лицарів Круглого столу (Galeshin).
  - Король Артур (єдиноутробний, через позашлюбний зв'язок матері)
- Чоловік (з'являється в The Vulgate Cycle (1215—1235):
  - Урієн Горський (Urien of Gore[en]), король
- Тітки:
  - Вівіані — Дама Озера
  - Моргауза, мати Мордреда і Гавейна.
- Син:
  - Івейн (Ywain), лицар Круглого столу
- Дочки (за Торквато Тассо):
  - Морганетта
  - Ніветта
  - Карвілія

### Сімейне дерево (за Мелорі)
|           |           |           |           |           |           |       |       |             |             |             |             |             |             |  |  |            |            | г. Ґорлуа  | г. Ґорлуа  | г. Ґорлуа  | г. Ґорлуа  | г. Ґорлуа | г. Ґорлуа |         |         |         |         |         |         |  |  |                    |                    |                    |                    | Іґрейна            | Іґрейна            | Іґрейна | Іґрейна | Іґрейна         | Іґрейна         |                 |                 |                 |                 |  |  |              |              |              |              | к. Утер Пендраґон | к. Утер Пендраґон | к. Утер Пендраґон | к. Утер Пендраґон | к. Утер Пендраґон | к. Утер Пендраґон |          |          | к. Лодеґранс | к. Лодеґранс | к. Лодеґранс | к. Лодеґранс | к. Лодеґранс | к. Лодеґранс |  |  |  |  |  |  |
|           |           |           |           |           |           |       |       |             |             |             |             |             |             |  |  |            |            | г. Ґорлуа  | г. Ґорлуа  | г. Ґорлуа  | г. Ґорлуа  | г. Ґорлуа | г. Ґорлуа |         |         |         |         |         |         |  |  |                    |                    |                    |                    | Іґрейна            | Іґрейна            | Іґрейна | Іґрейна | Іґрейна         | Іґрейна         |                 |                 |                 |                 |  |  |              |              |              |              | к. Утер Пендраґон | к. Утер Пендраґон | к. Утер Пендраґон | к. Утер Пендраґон | к. Утер Пендраґон | к. Утер Пендраґон |          |          | к. Лодеґранс | к. Лодеґранс | к. Лодеґранс | к. Лодеґранс | к. Лодеґранс | к. Лодеґранс |  |  |  |  |  |  |
|           |           |           |           |           |           |       |       |             |             |             |             |             |             |  |  |            |            |            |            |            |            |           |           |         |         |         |         |         |         |  |  |                    |                    |                    |                    |                    |                    |         |         |                 |                 |                 |                 |                 |                 |  |  |              |              |              |              |                   |                   |                   |                   |                   |                   |          |          |              |              |              |              |              |              |  |  |  |  |  |  |
|           |           |           |           |           |           |       |       |             |             |             |             |             |             |  |  |            |            |            |            |            |            |           |           |         |         |         |         |         |         |  |  |                    |                    |                    |                    |                    |                    |         |         |                 |                 |                 |                 |                 |                 |  |  |              |              |              |              |                   |                   |                   |                   |                   |                   |          |          |              |              |              |              |              |              |  |  |  |  |  |  |
| к. Уріенс | к. Уріенс | к. Уріенс | к. Уріенс | к. Уріенс | к. Уріенс |       |       | Фея Морґана | Фея Морґана | Фея Морґана | Фея Морґана | Фея Морґана | Фея Морґана |  |  | к. Нантрес | к. Нантрес | к. Нантрес | к. Нантрес | к. Нантрес | к. Нантрес |           |           | Елейна  | Елейна  | Елейна  | Елейна  | Елейна  | Елейна  |  |  | к. Лот Оркнейський | к. Лот Оркнейський | к. Лот Оркнейський | к. Лот Оркнейський | к. Лот Оркнейський | к. Лот Оркнейський |         |         | Морґауза        | Морґауза        | Морґауза        | Морґауза        | Морґауза        | Морґауза        |  |  | Король Артур | Король Артур | Король Артур | Король Артур | Король Артур      | Король Артур      |                   |                   |                   |                   |          |          | Ґвіневра     | Ґвіневра     | Ґвіневра     | Ґвіневра     | Ґвіневра     | Ґвіневра     |  |  |  |  |  |  |
| к. Уріенс | к. Уріенс | к. Уріенс | к. Уріенс | к. Уріенс | к. Уріенс |       |       | Фея Морґана | Фея Морґана | Фея Морґана | Фея Морґана | Фея Морґана | Фея Морґана |  |  | к. Нантрес | к. Нантрес | к. Нантрес | к. Нантрес | к. Нантрес | к. Нантрес |           |           | Елейна  | Елейна  | Елейна  | Елейна  | Елейна  | Елейна  |  |  | к. Лот Оркнейський | к. Лот Оркнейський | к. Лот Оркнейський | к. Лот Оркнейський | к. Лот Оркнейський | к. Лот Оркнейський |         |         | Морґауза        | Морґауза        | Морґауза        | Морґауза        | Морґауза        | Морґауза        |  |  | Король Артур | Король Артур | Король Артур | Король Артур | Король Артур      | Король Артур      |                   |                   |                   |                   |          |          | Ґвіневра     | Ґвіневра     | Ґвіневра     | Ґвіневра     | Ґвіневра     | Ґвіневра     |  |  |  |  |  |  |
|           |           |           |           |           |           |       |       |             |             |             |             |             |             |  |  |            |            |            |            |            |            |           |           |         |         |         |         |         |         |  |  |                    |                    |                    |                    |                    |                    |         |         |                 |                 |                 |                 |                 |                 |  |  |              |              |              |              |                   |                   |                   |                   |                   |                   |          |          |              |              |              |              |              |              |  |  |  |  |  |  |
|           |           |           |           | Івейн     | Івейн     | Івейн | Івейн | Івейн       | Івейн       |             |             |             |             |  |  |            |            |            |            |            |            |           |           |         |         |         |         |         |         |  |  |                    |                    |                    |                    |                    |                    |         |         |                 |                 |                 |                 |                 |                 |  |  |              |              |              |              |                   |                   |                   |                   |                   |                   | г. Санам | г. Санам | г. Санам     | г. Санам     | г. Санам     | г. Санам     |              |              |  |  |  |  |  |  |
|           |           |           |           | Івейн     | Івейн     | Івейн | Івейн | Івейн       | Івейн       |             |             |             |             |  |  |            |            |            |            |            |            |           |           |         |         |         |         |         |         |  |  |                    |                    |                    |                    |                    |                    |         |         |                 |                 |                 |                 |                 |                 |  |  |              |              |              |              |                   |                   |                   |                   |                   |                   | г. Санам | г. Санам | г. Санам     | г. Санам     | г. Санам     | г. Санам     |              |              |  |  |  |  |  |  |
|           |           |           |           |           |           |       |       |             |             |             |             |             |             |  |  | Ґавейн     | Ґавейн     | Ґавейн     | Ґавейн     | Ґавейн     | Ґавейн     |           |           | Ґахеріс | Ґахеріс | Ґахеріс | Ґахеріс | Ґахеріс | Ґахеріс |  |  | Аґравейн           | Аґравейн           | Аґравейн           | Аґравейн           | Аґравейн           | Аґравейн           |         |         | Ґарет Білоручка | Ґарет Білоручка | Ґарет Білоручка | Ґарет Білоручка | Ґарет Білоручка | Ґарет Білоручка |  |  |              |              |              |              |                   |                   |                   |                   |                   |                   |          |          |              |              |              |              |              |              |  |  |  |  |  |  |
|           |           |           |           |           |           |       |       |             |             |             |             |             |             |  |  | Ґавейн     | Ґавейн     | Ґавейн     | Ґавейн     | Ґавейн     | Ґавейн     |           |           | Ґахеріс | Ґахеріс | Ґахеріс | Ґахеріс | Ґахеріс | Ґахеріс |  |  | Аґравейн           | Аґравейн           | Аґравейн           | Аґравейн           | Аґравейн           | Аґравейн           |         |         | Ґарет Білоручка | Ґарет Білоручка | Ґарет Білоручка | Ґарет Білоручка | Ґарет Білоручка | Ґарет Білоручка |  |  |              |              |              |              |                   |                   |                   |                   | Ліонора           |                   |          |          |              |              |              |              |              |              |  |  |  |  |  |  |
|           |           |           |           |           |           |       |       |             |             |             |             |             |             |  |  |            |            |            |            |            |            |           |           |         |         |         |         |         |         |  |  |                    |                    |                    |                    |                    |                    |         |         |                 |                 |                 |                 |                 |                 |  |  |              |              |              |              |                   |                   |                   |                   |                   |                   |          |          |              |              |              |              |              |              |  |  |  |  |  |  |
|           |           |           |           |           |           |       |       |             |             |             |             |             |             |  |  |            |            |            |            |            |            |           |           |         |         |         |         |         |         |  |  |                    |                    |                    |                    |                    |                    |         |         |                 |                 |                 |                 | Мордред         |                 |  |  |              |              |              |              |                   |                   |                   |                   |                   |                   |          |          |              |              |              |              |              |              |  |  |  |  |  |  |
|           |           |           |           |           |           |       |       |             |             |             |             |             |             |  |  |            |            |            |            |            |            |           |           |         |         |         |         |         |         |  |  |                    |                    |                    |                    |                    |                    |         |         |                 |                 |                 |                 |                 |                 |  |  |              |              |              |              | Борр              |                   |                   |                   |                   |                   |          |          |              |              |              |              |              |              |  |  |  |  |  |  |

- г. - герцог
- к. - король

### Інші сюжети
В одному з варіантів Морґану до шлюбу, після весілля її овдовілої матері з Утером Пендрагоном відсилають до монастиря, щоб вона стала черницею, але замість цього вона потайки навчилася магії.
У The Vulgate Cycle артурівських легенд йдеться про те, що Морґана служила фрейліною королеви Джиневри і вступила в любовний зв'язок з племінником короля, Ґіомаром (Giomar). Коли Джиневра поклала кінець цьому роману, Морґана у помсту видала Артуру зв'язок королеви з Ланселотом.
Морґана була закохана в Ланселота, але він відкидав її пристрасть, попри те, що вона кілька разів захоплювала його в полон. Дала нічого не підозрюючому серу Трістану щит, на якому були зображені король, королева і Ланселот; щит повинен був послужити натяком всім, хто присутній на турнірі. Артур натяк сестри проігнорував.
У Мелорі Морґана схиляє свого коханця сера Акколона (Accolon) викрасти як Екскалібур, так і британський трон. Король Артур зустрічається з ним в поєдинку, без чарівного меча, але все одно перемагає його за допомогою Володарки Озера. Зрозумівши, що її план не вдався, Морґана викрадає ножна меча (що мали магічну здатність загоювати рани), і Артур потерпає через втрату крові 8.php[недоступне посилання з липня 2019].

### Магічні сили

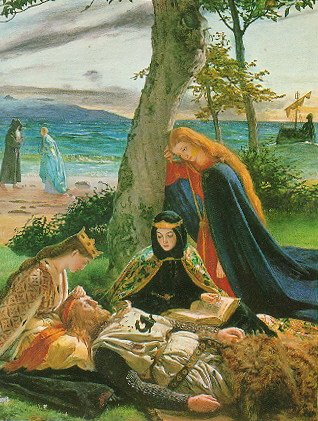
«Смерть Артура», Джеймс Арчер.

Кретьєн де Труа говорить про Морґану як про володарку великих цілительських здібностей. Крім того, вона має силу перевертня (звідси фата-моргана) і вміє літати.
Надалі Мерлін навчає Морґану і ще збільшує її сили.
Багатоі здібностей Морґани, як вважається, були пом'якшені або ліквідовані християнською літературною традицією. Ймовірно, в попередніх версіях вона володіла набагато більшою владою. Однак, згадки про те, що вона живе на Авалоні, чарівному острові, і керує ним, не зникли. Тіло Артура вона відвозить на Авалон, щоб він прокинувся в критичний для Англії момент, разом з двома загадковими королевами — королевою Північного Уельсу і королевою Спустошенних Земель (The Queen of Northgales and the Queen of Wasteland). Варіант — їх було 4, ще одна — Володарка Озера.
|  | ... і гірко плакали. Забрали дами Артура в човен, і поклав король голову на коліна до Феї Морґани. І відвезла його сестра на чудовий острів Авалон. Там серед чудових яблунь, де росли золоті плоди забуття, зцілюється Артур від ран своїх. |

Ймовірно, спочатку Морґана була язичницькою кельтською богинею. (Римські джерела згадують кельтську богиню-матір на ім'я Modron. Також існувала ірландська богиня Морріган). Крім того, можливо, що образ Морґани був перейнятий від водяної німфи бретонських легенд того ж імені (12 ст.).
У 1982 році Міжнародний астрономічний союз присвоїв кратеру на супутнику Сатурна Мімасі найменування Морґана.

## Книги
- Вперше фея Морґана згадується у творі Гальфріда Монмутського «Vita Merlini» бл. 1150.
- Образ Морґани істотно опрацьовано в «Le Morte d'Arthur» Томаса Мелорі.
- Згадується в Гаррі Поттері. Зображена на колекційних картках.

## У кінематографі
- У мультсеріалі «Клуб Вінкс — Школа чарівниць» королеву фей Землі звуть Морґана.
- У фільмі «Великий Мерлін» її грає Гелена Бонем Картер.
- У фільмі «Нові пригоди янкі при дворі короля Артура» її грає Анастасія Вертинська.
- У фільмі «Тумани Авалона» (за романом М. З. Бредлі) Морґану зобразила Джуліанна Маргуліс.
- У фільмі «Екскалібур» її грає Гелен Міррен. Образ суміщений з образом Морґаузи і Німуей.
- У серіалі «Зоряні Ворота» Морґана вознеслася Древньою.
- У серіалі «Мерлін» Моргану втілює Кеті МакГрат.
- У фільмі «Учень чародія» Морґана — головна лиходійка фільму, що бажає знищити весь світ. Її грає Еліс Кріге.
- У серіалі «Камелот» Моргану втілила Ева Грін.
- У серіалі «Бібліотекарі» Моргану втілила Алісія Вітт[en].